# Moran Magal

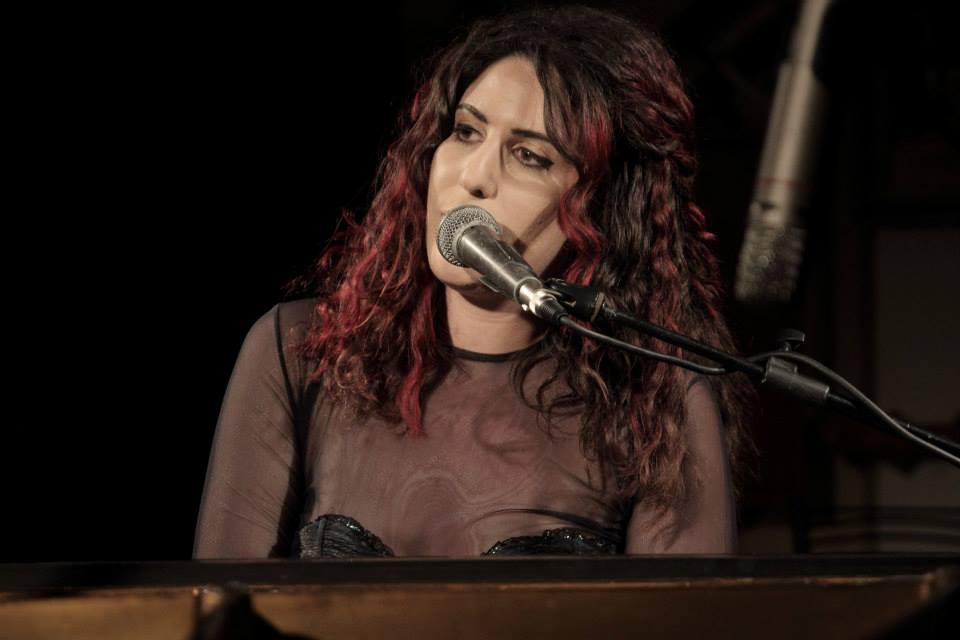
Moran Magal

Moran Magal (hebräisch מורן מגל; geboren am 4. Februar 1984) ist eine israelische Sängerin, Pianistin und Komponistin. Abseits der Bühne ist sie außerdem als Songwriter, Musikproduzentin und Arrangeurin tätig.

## Biografie
Moran Magal lernte in jungen Jahren das Spielen auf der Blockflöte und begann im Alter von 15 Jahren Klavier zu spielen. Im Alter von 18 Jahren veröffentlichte sie zwei Singles für das Radio. Sie studierte Musikwissenschaften am Ono Academic College in Kiryat Ono. 2010 veröffentlichte sie mit Piece Of Advice ihre erste EP. Das Album enthält 6 Lieder in englischer Sprache und besteht aus mehreren Musikstilen.
In den Jahren von 2010 bis 2013 nahm Moran Magal mehrfach am Jacobs Ladder Festival teil. Im September 2012 nahm sie an einem jüdischen Musikfestival in Budapest teil und im Oktober desselben Jahres gab sie eine kleine Tournee mit 12 Auftritten mit dem ungarischen Gitarristen Peter Gerendas. Im Jahr 2013 wurde sie von der orientalischen Metalband Orphaned Land als Gastpianistin engagiert, um an deren Album All Is One mitzuarbeiten. Später arbeitete sie mehrmals mit der Band und deren Gitarristen Yossi Sassi zusammen. Im selben Jahr nahm sie auch an der Eröffnungsshow der Aufführung von Burt Bacharach in Israel teil.
2013 veröffentlichte sie ihr zweites Album Over Sensitivity. Dieses Album enthält ausschließlich Lieder auf Hebräisch. Im selben Jahr nahm sie an der Castingshow The Voice of Israel teil, in der sie eine Coverversion von Alice Coopers Lied Poison vortrug. Die Performance dieses Songs erhielt den Titel „the perfect audition“. Danach trat sie im Team von Aviv Geffen an. 2015 nahm sie an mehreren Shows von Orphand Land teil. Gleichzeitig veröffentlichte sie zusammen mit Kobi Farhi, dem Sänger der Band, eine Coverversion des Songs From Broken Vessels von Orphand Land. Im Jahr 2016 veröffentlichte Magal mit Shades Of Metal Private Collection ein weiteres Album. Das Album besteht hauptsächlich aus Piano-Coverversionen bekannter Heavy-Metal-Songs sowie einem von Magal selbst komponierten Song. Unter anderem arbeitete sie zusammen mit Warrel Dane, Sänger der Bands der Bands Nevermore und Sanctuary, an dem Song Solitude von Black Sabbath. Später im selben Jahr nahm sie gemeinsam mit dem israelischen Schauspieler und Sänger Tzachi Halevi den Titelsong der internationalen ungarischen Organisation „March of the Living“ auf, die an den Holocaust erinnern will und gegen Antisemitismus eintritt. Anschließend ging sie auf Konzerttournee in Deutschland, wo sie die Show für Daniel Cavanagh von der Band Anathema in Berlin eröffnete. Begleitet wurde sie auf der Tournee von dem Chor Stimmgewalt, für den sie auch Musik und Arrangements schrieb.
Nach ihrer Rückkehr nach Israel veröffentlichte sie zusammen mit dem Orphaned-Land-Gitarristen Yossi Sassi die Single Children Of The Damned, eine Coverversion eines Songs der Metal-Band Iron Maiden. 2016 zog Moran Magal nach Berlin, wo sie gemeinsam mit den Musikern Ishay Sommer und Marcos Feminella ihre Band unter ihrem eigenen Namen gründete. Gemeinsam mit dem Gitarristen Frederico Truzzi und der Violinistin Shir-Ran Yinon nahm sie das Album Under Your Bed auf, für das sie auch mit dem Chor Stimmgewalt, der Percussion-Gruppe Drums Over Knives und dem Tarot-Sänger Tommi Salmela zusammenarbeitete. Das Album erschien 2019 über das Künstler-verwaltete Label SAOL. Zum Titelsong drehte Magal mit ihrer Band ein Video mit der Regisseurin Leah Striker.
2020 stieg Moran Magal zusätzlich als Keyboarderin und Sängerin bei der Berliner Symphonic-Metal-Band Dying Phoenix ein. Gemeinsam mit der Band sang sie das Debütalbum Winter Is Coming ein. Im selben Jahr trennte sich Magal von Gitarrist Frederico Truzzi und engagierte den Berliner Thomas Kock für ihre Band Moran Magal. 2021 nahm sie einen Song mit der Band Tanzwut auf. Im selben Jahr wurde sie auch Mutter einer Tochter und arbeitete an einem weiteren Soloalbum. Im Februar 2023 hat Moran Magal mit ihrer Band für zwei Konzerte die Band Xandria bei ihren Release-Shows zum neuen Album begleitet. Einen Monat später unterschrieb Moran Magal einen Plattenvertrag beim Label 7hard Records, das ein Teil der 7us Media Group GmbH ist. Im Juni 2023 veröffentlichte Moran ihr Album Time Prisoner. Im selben Monat verließ sie Dying Phoenix, um sich mehr auf ihre Solokarriere zu konzentrieren. Viel Aufsehen erregen ihre musikalischen Kollaborationen mit arrivierten Acts, so Witches Find Their Way (mit The Kingspipers), New Day (mit Johanna Kriens) und das 2015 aufgenommene Black-Sabbath-Werk "Solitude", das sie am 14. Februar 2025 erstmals als Single veröffentlichte – auch um ihren damaligen Duettpartner, den 2017 verstorbenen Sänger Warrel Dane zu Ehren.

## Diskografie

### Studioalben
- 2010: Piece of Advice (Selbstveröffentlichung)
- 2013: Over Sensitivity (Selbstveröffentlichung)
- 2016: Shades of Metal – Private Collection
- 2019: Under Your Bed (7hard)
- 2023: Time Prisoner (7hard)

### Gastbeiträge und Kollaborationen
- 2013: Orphaned Land – All Is One (Century Media) – Piano
- 2018: Orphaned Land – Unsung Prophets & Dead Messiahs (Century Media) – Piano, Komposition für den Song Left Behind
- 2019: Tanzwut – Die Tanzwut kehrt zurück (NoCut) – Piano für den Song Bis zum Meer
- 2023: Tododo – mit Stimmkraft
- 2024: Witches Find their Way – mit The Kings Pipers
- 2024: New Day – mit Johanna Kriens
- 2025: Solitude – mit Warrel Dane (aufgenommen 2015)